# Pidliskî, Jîdaciv
Pidliskî (în ucraineană Підліски) este un sat în comuna Molodînce din raionul Jîdaciv, regiunea Liov, Ucraina.

## Demografie
Componența lingvistică a localității Pidliskî
     Ucraineană (100%)
Conform recensământului din 2001, toată populația localității Pidliskî era vorbitoare de ucraineană (100%).